# Western klasyczny
Western klasyczny – gatunek filmu fabularnego, odmiana westernu.

## Geneza i charakterystyka
Za pierwowzór zarówno westernu jak i westernu klasycznego uchodzi nakręcony w 1903 roku przez Edwina Portera Napad na ekspres – krótka opowieść o schwytaniu napadających na pociąg bandytów przez dzielnych rewolwerowców. Klasyczny western miał także bardzo bogatą tradycję oralną i literacką, mitologizującą dzieje ówczesnych Stanów Zjednoczonych. Wbrew pozorom western nie miał stanowić autentycznego odwzorowania realiów Dzikiego Zachodu, zdecydowanie bliżej było mu do opowieści legendarnych czy starożytnych mitów. W społeczeństwie bardzo mocno zróżnicowanym kulturowo i etnicznie jakim były Stany Zjednoczone, złożonym w dużej mierze z imigrantów z różnych kręgów kulturowych, western dzięki swej uspójnionej, "czysto amerykańskiej" a nie obcej narracji był idealny do spojenia całego nowego narodu – narodu amerykańskiego. W westernie klasycznym pomóc miała w tym właśnie mitologizacja postaci, tak aby dostarczyć widzom jednolity, spajający obraz amerykańskiej kultury.

## Schyłek
Sposób ukazania Dzikiego Zachodu w westernie klasycznym oparty na mitologizacji utrzymywał się w kinematografii aż do końca II wojny światowej, kiedy to młode pokolenie filmowców zaczęło powoli odchodzić od tej konwencji. Zauważyli oni, że w westernie można przemycić elementy znacznie ciekawsze. Zaczęli coraz chętniej odnosić się do rzeczywistości powojennej czy wykorzystać go do wyrażania opinii o Ameryce lat 50 i 60 XX wieku. Western stawał się zarazem coraz bardziej filmem historycznym z realistycznym zarówno tłem fabularnym jak i postaciami. Dotychczas przejrzyste przedstawienie Dzikiego Zachodu zapewniało czytelność całego filmu, natomiast widz samodzielnie z pomocą własnej wyobraźni odnajdował ukryty sens i odniesienia do obecnej sytuacji społecznej. Jednakże nadeszły zmiany w sposobie narracji oraz w warstwie wizualnej westernów, polegające na znacznie mniej refleksyjnym ukazaniu fabuły. Reżyserzy coraz chętniej czerpali z innych gatunków, a sam western powoli zatracał swoją tożsamość. Western, jako cały gatunek, stawał się również bardziej brutalny i daleko mu było do tego otulonego legendą obrazu z początku XX wieku, co wydatnie pokazują coraz bardziej popularne wówczas spaghetti westerny – inna odmiana gatunku.
Współcześnie realizowane filmy i seriale o tematyce Dzikiego Zachodu nie spełniają ścisłych kryteriów klasycznego westernu, więc można byłoby go uznać za gatunek właściwie martwy. Samych westernów, nie tylko tych klasycznych, nie produkuje się już zbyt wiele. Bardzo często są to produkcje poruszające mniej typowe tematy.